# Котлівка (Гродненська область)
Котлівка (біл. вёска Катлоўка) — село в складі Островецького району Гродненської області, Білорусь. Село підпорядковане Варнянській сільській раді, розташоване в північній частині області.

## Цікаві факти
Кількість мешканців у селі зменшується:
- 1999 рік — 86 осіб
- 2010 рік — 45 осіб

Село знаходиться на західній межі Білорусі та Литви, тому неподалік нього знаходиться митно-прикордонний перехід «Котлівка»
Саме село розташоване поруч диковинного геологічно-природного ландшафту, сформованого льодовиком, у часи льодовикового періоду.